# The Simpsons: Bart vs. the World
The Simpsons: Bart vs. the World est un jeu vidéo sorti en 1991 et 1992 sur NES,, Game Boy, Game Gear et Master System ; et, en 1993 sur Atari ST et Amiga. Il a été développé par Imagineering et édité sur Acclaim.

## Système de jeu
Le gameplay est similaire à celui de son prédécesseur The Simpsons: Bart vs. the Space Mutants.